# Едуард I (Бар)
Едуард I от Бар (на френски: Édouard I de Bar; на немски: Eduard I von Bar; * ок. 1295, † 1336, Кипър, Фамагуста) от Дом Скарпон, е граф на Бар и Мусон от 1302 до 1336 г.

## Живот
Той е син на граф Хайнрих III († 1302) и Елеонора Английска († 1297), дъщеря на английския крал Едуард I и Елинора Кастилска.
При смъртта на баща му (1302) той е още малолетен и е под опекунството на чичо му Йохан от Бар. От 1311 г. той управлява сам.
На 11 февруари 1310 Едуард I се жени за Мария Бургундска (1298 – 1336), дъщеря на Роберт II (1248 – 1306), херцог на Бургундия (1272 – 1306) и Агнес Френска (1260 – 1327), дъщеря на френския крал Луи IX.
Едуард I отива с Филип III от Намюр и други благородници в Ориента. През 1336 г. той и придружителите му са убити от жителите на Фамагуста.

## Потомство
- Беатрис дьо Бар (* ок. 1310, † ок. 1350, Мантуа), дъщеря на Едуард I дьо Бар, господар на Бар и на Мусон, и на Мария Бургундска, ∞ за Гуидо Гонзага (* 1290, Мантуа; † 22 септември 1369, пак там), подест на Мантуа 1328, 2-ри капитан на народа на Мантуа (1360 – 1369), господар на Реджо (1335 – 1369), кондотиер, от която има пет сина и една дъщеря
- Анри IV дьо Бар (* 1315, † 1344), граф на Бар и Мусон
- Елеонора дьо Бар († 1333), ∞ 1330 г. за херцог Рудолф Лотарингски († 1346), от когото няма деца